# Стадион Мадейры
«Стадион Мадейры» («Эшта́диу да Маде́йра») (порт. Estádio da Madeira) — футбольный стадион в городе Фуншал на острове Мадейра, Португалия. Также известен как стадион «Шоупана» (порт. Estádio da Choupana) или «Кабана» (порт. Estádio da Cabana). Является домашней ареной клуба «Насьонал», выступающего в первом дивизионе чемпионата Португалии. Стадион был построен в 1998 году. Вместимость в настоящее время составляет 5132 места.

## История
Стадион был построен в 1998 году и имел одну трибуну, вмещавшую 2 500 зрителей, и носил название «Эштадиу Инженейру Руй Алвеш» (порт. Estadio Eng. Rui Alves). Клуб «Насьонал» переехал на него со стадиона «Душ Баррейруш», который делил с клубом «Маритиму».

## Реконструкция
В январе 2007 года была проведена реконструкция стоимостью €20 миллионов. Была построена вторая трибуна, вместимость увеличилась до 5 132 мест. 1 июля 2007 года стадион был переименован в «Стадион Мадейры». Это название символизирует тот факт, что стадион является самым современным из имеющихся на острове Мадейра, хотя он и уступает во вместимости стадиону «Душ Баррейруш».